# Black Rock (альбом Джо Бонамассы)
Black Rock — восьмой студийный альбом американского блюз-рокового музыканта Джо Бонамассы, изданный 23 марта 2010 года на студии J&R Records. Альбом дебютировал на четырнадцатом месте в Великобритании, на первом месте в UK Independent Chart, а в США он дебютировал на первом месте в чарте блюзовых альбомов Billboard Blues Albums.

## Об альбоме
Признаком растущего авторитета Джо Бонамассы стало то, что он пригласил легенду блюза Би Би Кинга на свой восьмой студийный альбом Black Rock , сохраняя немного фолкового подтекста The Ballad of John Henry, но оставляя корни в плотном, тяжёлом блюз-роке, более напоминающем Лондон 60-х годов, чем Дельту 50-х. Бонамасса подчёркивает свою любовь к брит-блюзу хорошим обтекаемым кавером на «Spanish Boots» Джеффа Бека, но он сохраняет здоровое уважение ко всем манерам классического блюза, выбивая чикагский грув в кавере на «Three Times a Fool» Отиса Раша, возвращаясь к Blind Boy Fuller для «Baby You Gotta Change Your Mind» и умело воспроизводя B. B. в соул-груве последнего времени в кавер-версии «Night Life» Вилли Нельсона. Есть на альбоме и неблюзовые авторы: «Bird on a Wire» Леонарда Коэна и «I Know a Place» Джона Хайатта. Британский фолк звучит в «Quarryman’s Lament».

## Отзывы
| Оценки критиков | Оценки критиков |
| Источник        | Оценка          |
| --------------- | --------------- |
| Allmusic        | [ 1 ]           |
| Teraz Rock      | [ 2 ]           |

Альбом получил положительные отзывы музыкальной критики и интернет-изданий. Стивен Томас Эрлевайн написал в AllMusic, что «Бонамасса понимает, что знакомые каверы позволяют ему расширить свои возможности, и хотя было бы интересно услышать, как он пойдёт по этому пути для полного альбома, то, что есть на Black Rock, одновременно удовлетворяет и восхитительно, хотя и сдержанно, амбициозно».

## Список композиций
| №   | Название                                                         | Автор(ы)                                   | Длительность |
| --- | ---------------------------------------------------------------- | ------------------------------------------ | ------------ |
| 1.  | «Steal Your Heart Away» (кавер песни Bobby Parker)               | Bobby Parker                               | 3:48         |
| 2.  | «I Know a Place» (кавер песни John Hiatt)                        | John Hiatt                                 | 4:19         |
| 3.  | «When the Fire Hits the Sea»                                     | Joe Bonamassa                              | 3:55         |
| 4.  | «Quarryman's Lament»                                             | Joe Bonamassa                              | 5:22         |
| 5.  | «Spanish Boots» (Jeff Beck cover)                                | Jeff Beck, Rod Stewart, Ronnie Wood        | 4:38         |
| 6.  | «Bird on a Wire» (кавер песни Leonard Cohen)                     | Leonard Cohen                              | 5:21         |
| 7.  | «Three Times a Fool» (кавер песни Otis Rush)                     | Otis Rush                                  | 2:02         |
| 8.  | «Night Life» (при участии B. B. King; кавер песни Willie Nelson) | Walt Breeland, Paul Buskirk, Willie Nelson | 3:26         |
| 9.  | «Wandering Earth»                                                | Joe Bonamassa                              | 4:19         |
| 10. | «Look Over Yonder's Wall» (кавер песни Freddie King)             | James Clark                                | 3:27         |
| 11. | «Athens to Athens»                                               | Joe Bonamassa                              | 2:26         |
| 12. | «Blue and Evil»                                                  | Joe Bonamassa                              | 5:44         |
| 13. | «Baby You Gotta Change Your Mind» (кавер песни Blind Boy Fuller) | Blind Boy Fuller                           | 4:25         |

## Чарты
Альбом дебютировал на 14-м месте в Великобритании. В США альбом дебютировал на первом месте в чарте блюзовых альбомов Billboard Blues Albums и семь недель возглавлял его, а также и под номером 39 в чарте Billboard 200.
| Чарт (2010)                                  | Высшая позиция |
| -------------------------------------------- | -------------- |
| Австрия (Ö3 Austria)                         | 49             |
| Бельгия/Фландрия (Ultratop)                  | 98             |
| Нидерланды (Album Top 100)                   | 28             |
| Франция (SNEP)                               | 108            |
| Германия (Media Control)                     | 22             |
| Норвегия (VG-lista)                          | 40             |
| Швейцария (Schweizer Hitparade)              | 60             |
| Швеция (Sverigetopplistan)                   | 24             |
| Великобритания (UK Albums Chart)             | 14             |
| Великобритания (UK Independent Albums Chart) | 1              |
| США (Billboard 200)                          | 39             |
| США (Billboard Top Blues Albums)             | 1              |